# Anna Smoleńska

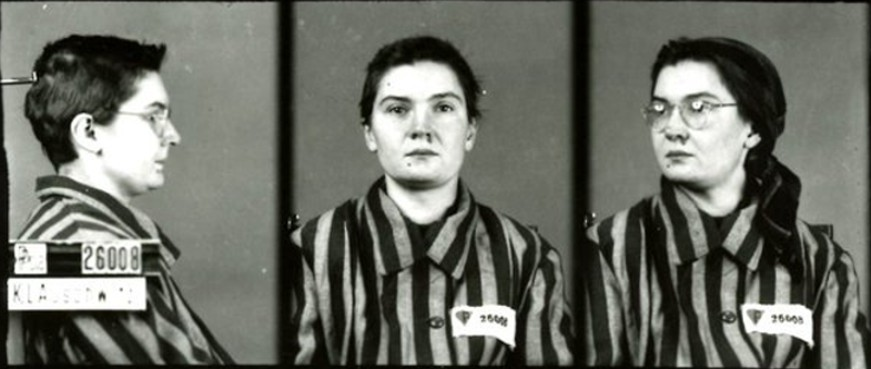
Anna Smoleńska jako więzień KL Auschwitz 1942

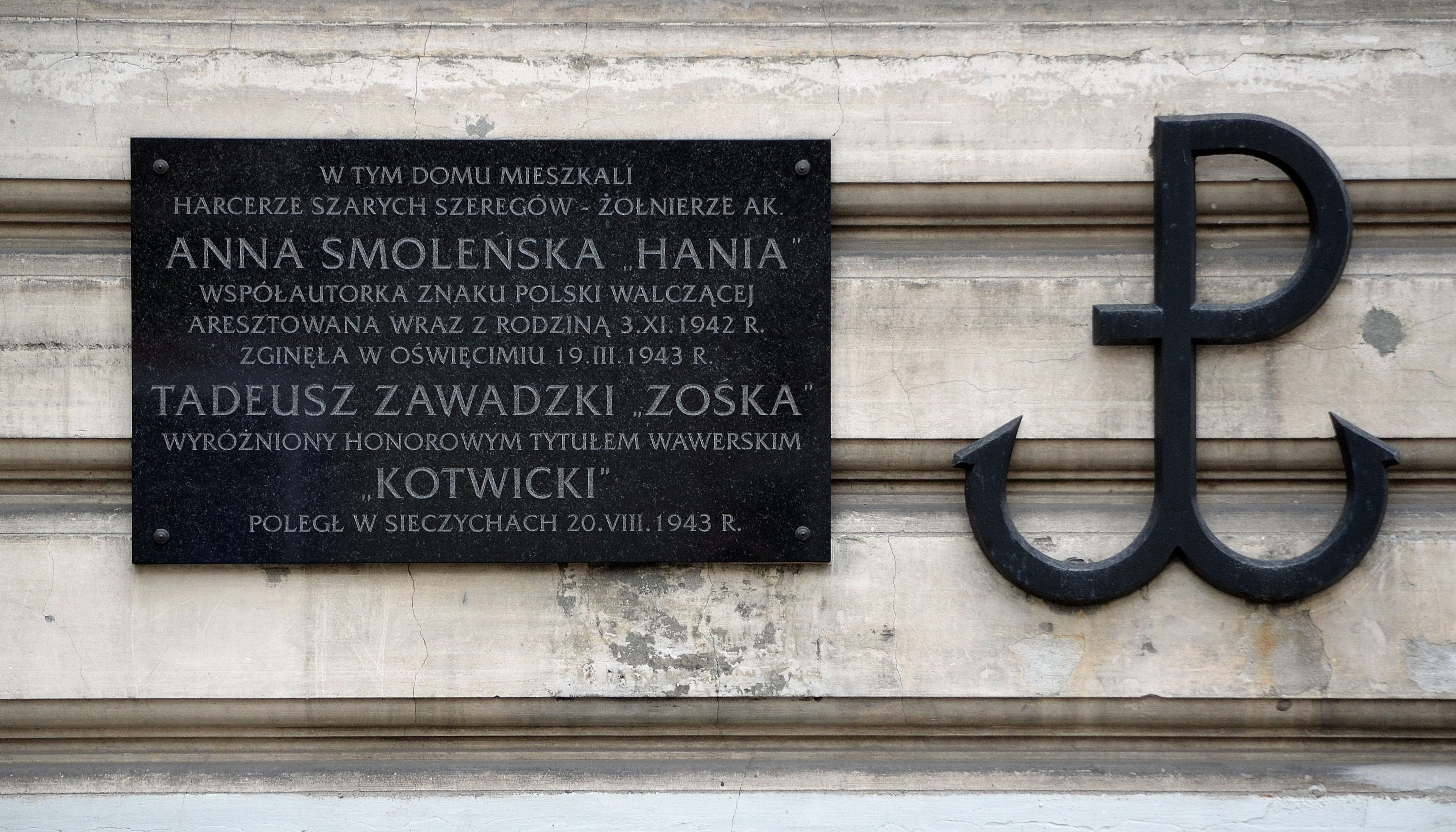
Tablica pamiątkowa przy ul. Koszykowej 75 w Warszawie

Anna Smoleńska ps. Hania (ur. 28 lutego 1920 w Warszawie, zm. 19 marca 1943 w KL Auschwitz) – studentka historii sztuki Uniwersytetu Warszawskiego, harcerka Szarych Szeregów, autorka znaku Polski Walczącej.

## Życiorys
Była córką profesora chemii Politechniki Warszawskiej Kazimierza Smoleńskiego. Rodzina Smoleńskich mieszkała w tzw. Domu Profesorów, wchodzącym w skład zespołu budynków Politechniki przy ul. Koszykowej 75.
W 1938 ukończyła Gimnazjum im. Juliusza Słowackiego w Warszawie, w roku akademickim 1938/39 rozpoczęła studia historii sztuki na Wydziale Humanistycznym Uniwersytetu Warszawskiego. Podczas okupacji niemieckiej uczyła się w Miejskiej Szkole Ogrodniczo-Rolniczej przy ul. Opaczewskiej, gdzie pod przykrywką nauczania na poziomie średnim prowadzone były studia akademickie SGGW. Ukończyła konspiracyjny kurs łączności. Uczestniczka akcji Małego Sabotażu „Wawra”. Opiekowała się rodzinami aresztowanych i dostarczała im grypsy z Pawiaka. Należała do „Kuźnicy Harcerskiej”.
Od początku 1942 była łączniczką w Wydziale Propagandy Bieżącej Biura Informacji i Propagandy (BIP) Komendy Głównej Związku Walki Zbrojnej – Armii Krajowej. W 1942 wygrała konkurs Biura Informacji i Propagandy na znak Polski Podziemnej projektem kotwicy – znaku Polski Walczącej.
Była łączniczką sekretarza redakcji „Biuletynu Informacyjnego” Marii Straszewskiej. Po nieudanej próbie aresztowania redaktora naczelnego „Biuletynu Informacyjnego” Aleksandra Kamińskiego i sekretarza redakcji, na skutek „wsypy” Gestapo 3 listopada 1942 aresztowało Annę Smoleńską wraz z rodzicami, siostrą i bratem z żoną. Po osadzeniu na Pawiaku mimo ciężkiego śledztwa nie wydała nikogo. Wywieziona z Pawiaka transportem 26 listopada 1942 do obozu koncentracyjnego Auschwitz, gdzie otrzymała numer obozowy 26008. Zmarła na tyfus, w Auschwitz zginęło również troje członków jej rodziny. Ojciec, po ciężkim śledztwie, został rozstrzelany przez Gestapo w ruinach getta 7 maja 1943.

## Upamiętnienie
- Tablica pamiątkowa na bocznej ścianie Domu Profesorów Politechniki Warszawskiej przy ul. Koszykowej 75, odsłonięta w 1998.